# Vincenzo Ruffo
Vincenzo Ruffo (* um 1510 in Verona; † 9. Februar 1587 in Sacile bei Udine) war ein italienischer Geistlicher, Kapellmeister und Komponist.

## Leben
Nach der Priesterweihe versah er zunächst nur geistliche Ämter in Verona und Mailand. Erst ab 1551, nach der Rückkehr in seine Heimatstadt, wirkte er auch als Musiker. Zunächst als Maestro di musica an der Accademia Filarmonica, ab 1554 auch als Domkapellmeister. Vom Jahr 1563 an versah er die gleiche Stelle in Mailand und danach noch in Pistoia und Sacile. Er war seit 1560 Anhänger der Gegenreformation und folgte danach in seinen Werken den Empfehlungen des Konzils von Trient.
Er war ein sehr produktiver Komponist und schuf neben zahlreichen geistlichen Werken, darunter Messen, Motetten und Madrigale, auch weltliche Musik, wobei hier besonders seine Capricci in musica von Bedeutung sind. Seine Werke sind von großer kompositorischer Qualität, wenngleich die Beschränkungen durch das Konzil von Trient seine musikalische Entwicklung behinderten. Er gilt als einer der bedeutendsten italienischen Komponisten des 16. Jahrhunderts.
Ruffo war wahrscheinlich ein Lehrer von Marc’Antonio Ingegneri.

## Partitur
- Musica spitituale: libro primo, Venice 1563. A-R Eds., Middleton, Wisconsin, USA 2001, ISBN 0-89579-472-1